# Síncope
Un síncope (en griego antiguo: συγκοπή, romanizado: synkopḗ, lit. 'cortar'), también llamado desmayo, desfallecimiento, desvanecimiento, patatús, soponcio, o vahído, es la pérdida del conocimiento y de la fuerza muscular caracterizado por un inicio rápido, de corta duración y de recuperación espontánea. Generalmente un síncope es producido por un decrecimiento de la presión sanguínea en el cerebro, típicamente de la hipotensión. Existen algunos cambios físicos que ocurren antes de un síncope como serían mareos, sudoración, palidez, visión borrosa, náuseas, vómitos, entre otros. Un síncope puede estar también asociado con periodos cortos de espasmos musculares. Algunas causas psicológicas que pueden llevar a una persona a padecer un síncope pueden estar relacionadas con experiencias en las que se involucra el miedo, la ansiedad o el pánico; particularmente después de un evento estresante usualmente de naturaleza médica. Cuando la pérdida del conocimiento y la fuerza muscular no están completamente perdidos se lo conoce como presíncope, es recomendable tratar un presíncope como un síncope común.
Las causas de un síncope pueden ir desde no graves, hasta fatales. Existen 3 categorías en las que se clasifican las causas para un síncope: relacionadas con el corazón y vasos sanguíneos, vasovagal también llamado neurocardiogénico, y por hipotensión ortostática. Los problemas cardíacos y relacionados con los vasos sanguíneos son causantes del 10 % de los síncopes y típicamente siendo el más grave, aunque el mediado neuralmente es el más común. Entre las causas de un síncope relacionadas con el corazón se pueden encontrar las arritmias cardíacas, problemas con los vasos sanguíneos o músculos cardíacos y obstrucciones de los vasos sanguíneos debido a TEPs o disecciones aórticas, entre otros. Los síncopes vasovagales pueden ocurrir cuando los vasos sanguíneos se expanden y la frecuencia cardíaca baja de manera incorrecta, esto puede ocurrir por un evento desencadenante como la exposición a la sangre, dolor o emociones fuertes o durante una actividad en específico, como es la micción, el vomitar o el toser. Los síncopes vasovagales también pueden ocurrir cuando una área en específico del cuello, llamado seno carotídeo es presionado. El tercer tipo de síncope es causado por una baja repentina de la presión sanguínea al cambiar de posición como es el pararse, esto ocurre comúnmente debido a la medicación de una persona, aunque también puede estar relacionado con la deshidratación, un sangrado significativo o una infección. También existen algunos componentes genéticos que pueden producir un síncope.
Comúnmente el uso de un historial clínico, un examen físico o mediante un electrocardiograma es una forma de detectar  las causas subyacentes de un síncope. Un EGC es efectivo para detectar problemas cardíacos que podrían causar un síncope, como son un ritmo cardíaco anormal, una enfermedad coronaria, entre otras anormalidades, como son el síndrome del QT largo o un síndrome de Brugada. La presión baja en la sangre o un ritmo cardíaco alto pueden indicar la pérdida de sangre o deshidratación, mientras que, un nivel de oxígeno bajo puede llegar a verse en síncopes en los que involucra una embolia pulmonar. Otras pruebas médicas como el uso de un monitor cardíaco, la prueba de la mesa inclinada o el masaje en el seno carotídeo pueden ser útiles en ciertas situaciones. Otras causas con síndromes similares que se deben tomar en consideración incluyen ataques epilépticos, derrames cerebrales, conmociones cerebrales, hipoxias, shocks insulínicos, intoxicaciones por el uso de drogas, desórdenes mentales, entre otros; el tratamiento de este depende de la causa subyacente.
Los síncopes afectan de 3 a 6 personas de cada 1000 personas cada año, siendo esto más frecuente en personas de la tercera edad y mujeres. Es una de las razones por las que 1 de cada 3 por ciento de visitas a servicios de urgencias y de ingresos a hospitales, más de la mitad de mujeres con más de 80 años de edad y estudiantes de medicina describen de haber sufrido de un síncope a lo largo de su vida, las personas que entraron a servicios de urgencias presentando un síncope, aproximadamente el 4 por ciento falleció en los posteriores 30 días, sin embargo, el riesgo de un mal resultado depende mayoritariamente de la causa subyacente.

## Causas
Las posibles causas de un síncope pueden ir desde no-fatales hasta fatales, los síncopes son clasificados en 3 tipos, dependiendo del causante de este: relacionadas con el corazón o los vasos sanguíneos, vasovagal, y por hipotensión ortostática. Los síncopes relacionados con el corazón o los vasos sanguíneos son uno de los tipos más serios, llegando a ser causantes del 10 % de los síncopes, mientras que los de tipo vasovagal son mucho más comunes. También se sostiene la teoría de la existencia de un componente genético que producen un síncope al individuo. Un estudio genético ha identificado el primer riesgo de para un síncope. La variante genética principal, que reside en el cromosoma 2q31.1, es una variante intergénica aproximadamente 250 kB menor que el gen ZNF804A. Esta variante efectuó la expresión de ZNF804A, lo que hizo al gen el impulsor más fuerte de la composición.